# Петимезас, Николаос
Николаос Петимезас (греч. Νικόλαος Πετιμεζάς; 1790, село Судена, Калаврита — 1865, Калаврита) — участник Освободительной войны Греции 1821—1829 годов.

## Биография
Николаос родился в 1790 году в селе Судена, недалеко от города Калаврита, ном Ахайя в знатной семье.
В 1804 году после убийства турками его отца, Николаос нашёл убежище на острове Закинтос, где вступил в греческий легион, который последовательно находился под российским, французским и британским командованием.
На Закинтосе, в декабре 1818 года, его посвятил в тайное революционное общество Филики Этерия П. Папагеоргиу, более известный как Анагностарас.

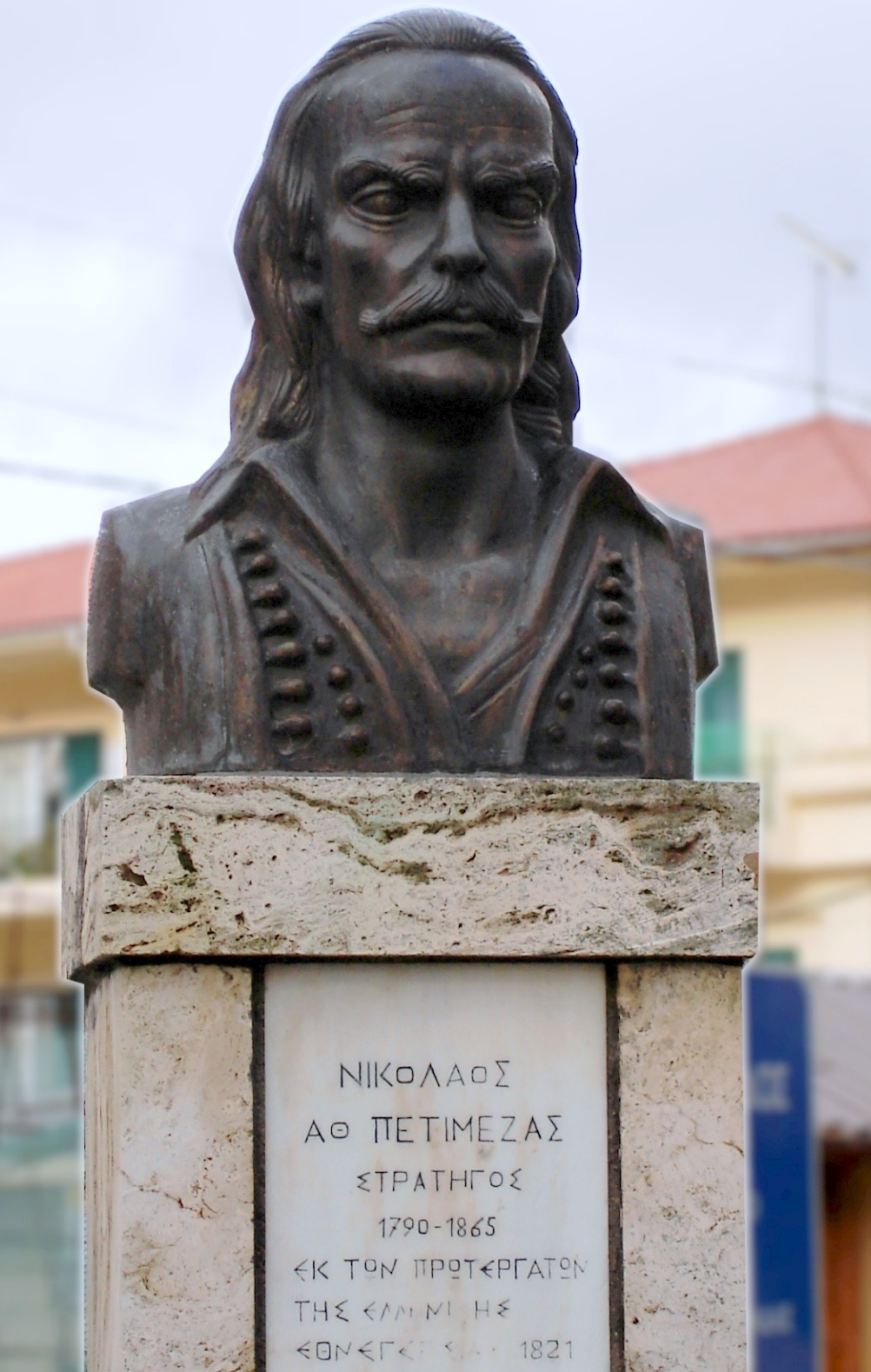
Бюст Николаоса Петимезаса в Калаврита

После начала Греческой революции 1821 года Николаос вернулся на Пелопоннес , где 21 марта 1821 года вместе с братом Василисом и военачальником Н. Солиотис возглавил 600 повстанцев и после 5-дневного боя с местными мусульманами занял город Калаврита.
Вместе с братом Василисом Николаос представлял Калаврита 26 мая на Пелопоннеском конгрессе.
13 апреля 1827 года по приказу военачальника Караискакиса Георгиос Петимезас высадился на полуостров города Пирей и, атакуя турок, вышел и соединился с другими отрядами в районе сегодняшней таможни Пирея.
В июне 1827 года командующий египетской армии на Пелопоннесе Ибрагим потребовал повиновения от монахов монастыря Мега Спилео (греч. Μέγα Σπ ήλαιο — Большая пещера). Петимезас во главе отряда в 600 бойцов занял монастырь. Ему на помощь подошёл военачальник Фотакос с сотней бойцов. 23 июня Ибрагим расположил 3 тыс. своих войск в горах над монастырём, 12 тыс. турок-египтян расположились к юго-востоку от монастыря, к северо-востоку расположился греческий военачальник Ненекос, покорившийся Ибрагиму и предавший революцию, чьё имя стало нарицательным именем предателя в греческом языке.
24 июня, видя как турки гонят из окрестных сёл скот и людей как скот в рабство, монахи пристыдили военачальников, обвинили в бездействии и решили показать как нужно воевать. Около сотни монахов во главе с игуменом Герасимосом Торолосом, сменив рясу на фустанеллу, бросились в атаку. Военачальники были вынуждены последовать в бой за монахами, которые, согласно Фотакосу, убили вдвое больше турок нежели воины Петимезаса и Фотакоса.
После этого победного боя, который номинально прошёл под командованием Петимезаса, Ибрагим не стал тратить время и силы на монастырь и снял осаду.

## После освобождения
После освобождения Николаос Петимезас стал депутатом парламента, представляя епархию Калаврита . В мае 1833 года король Оттон объявил о создании жандармерии. Петимезас вступил в жандармерию, стал одним из первых её офицеров и дослужился до звания генерала.
Николаос Петимезас умер в Калаврита в 1865 году.